# Antonio Vico Pintos
Antonio Vico Pintos   (Jerez de la Frontera, 3 de desembre de 1840 - Nuevitas, 8 de març de 1902) fou un actor i escriptor espanyol, pertanyent a una família amb una vasta tradició teatral.
Fill de l'actor Antonio Vico López de Adrián, va ser deixeble de José Valero. Fou un gran amic de Rafael Calvo, el seu principal rival a l'escena de l'època. Actuà a Barcelona, els anys 1888-1890, on assolí molta anomenada.
Vico va fundar el Teatro Español de Madrid i va ser molt lloat per Benito Pérez Galdós en els seus Episodios nacionales. Els principals autors del seu temps van escriure obres per a ell, especialment José Echegaray, Leopoldo Cano i Eugenio Sellés. Vico va obtenir grans èxits al Teatro Español, amb obres com Los amantes de Teruel, En el puño de la espada, La muerte en los labios, Cid Rodrigo de Vivar, La Pasionaria, Otelo, Vida alegre y muerte triste i El gran galeoto. La seva força com a actor es trobava en la mímica, en el gest, en els silencis i en les transicions; era essencialment efectista i, no obstant això, mai no preparava les estrenes. Estudiava la psicologia del personatge i era partidari de la improvisació.
El van enterrar a Cuba, però posteriorment el van traslladar a Espanya i avui és inhumat al cementiri de San Justo de Madrid.